# Ершово (Красноярский край)
Ершово — деревня в Шарыповском районе Красноярского края России. Входит в состав Берёзовского сельсовета.

## География
Деревня расположена в 70 км к северу от районного центра Шарыпово.

## История
Основана в 1860 г. В 1926 году село Ершово состояло из 232 хозяйств, основное население — русские. В административном отношении являлось центром Ершовского сельсовета Берёзовского района Ачинского округа Сибирского края.

## Население
| 1926 | 2010 |
| ---- | ---- |
| 1366 | ↘242 |

Гендерный состав
По данным Всероссийской переписи населения 2010 года 1 мужчина и 121 женщина из 242 чел.